# Trojan War
Trojan War (Brasil: Um Adolescente em Apuros ) é um filme estadunidense de comédia romântica de 1997 dirigido por George Huang e estrelado por Will Friedle, Jennifer Love Hewitt e Marley Shelton. O filme foi um desastre de crítica e bilheteria, faturou apenas US$309 em vendas de ingressos porque foi exibido em um único cinema e foi retirado após apenas uma semana.

## Sinopse
O estudante de segundo grau Brad (Will Friedle) teve uma queda não correspondida por uma colega de classe chamada Brooke (Marley Shelton) por anos. Depois que ela pede a ele para vir uma noite para ensiná-la em seus estudos, ela acaba querendo fazer sexo com ele. Mas ela só quer sexo seguro, e ele não tem camisinha (o uso de Trojan no título é um trocadilho com a marca de camisinha de mesmo nome). Em sua busca para comprar alguns preservativos, ele se depara com todos os tipos de problemas; o Jaguar do pai é roubado e naufragado, ele se desentende com um motorista de ônibus maluco (Anthony Michael Hall), é mantido refém, é perseguido por um zelador da escola (Paulo Tocha) que o acusa de desenhar grafite, um estranho par de irmãos hispânicos (Christine Deaver e Mike Moroff) que pensam que se parecem com David Hasselhoff, o cachorro de Brooke, o namorado ciumento de Brooke Kyle (Eric Balfour) e um sem-teto (David Patrick Kelly) que quer dois dólares dele (e secretamente roubou sua carteira), e ele é preso.
Depois de tudo isso e, finalmente, receber uma camisinha de um policial (Lee Majors, que interpretou Steve Austin na série de TV The Six Million Dollar Man dos anos 1970; o personagem policial de Major aqui é chamado de "oficial Austin" como uma homenagem ao anterior papel de Majors bem conhecido) que o libera, ele percebe que a garota perfeita está lá para ele o tempo todo: sua melhor amiga Leah (Jennifer Love Hewitt), que tem sentimentos por ele há muito tempo sem o conhecimento de Brad. Finalmente, Brad percebe seus próprios sentimentos por Leah ao mesmo tempo em que descobre que Brooke não é tão boa quanto ele pensava que ela era, depois que ele descobre que ela só quer um caso de uma noite com ele em vez de um relacionamento. Brad corre para encontrar Leah e professa seus sentimentos por ela, e eles se beijam ao luar.
Após os créditos finais, os pais de Brad ficam chocados com a visão do que sobrou de seu carro depois que o motorista do caminhão de reboque o traz de volta.

## Elenco
- Will Friedle como Brad Kimble
- Jennifer Love Hewitt como Leah Jones
- Marley Shelton como Brooke Kingsley
- Danny Masterson como Seth
- Jason Marsden como Josh
- Eric Balfour como Kyle
- Lee Majors como oficial Austin
- John Finn como Ben Kimble
- Wendie Malick como Beverly Kimble
- Jennie Kwan como Trish
- Charlotte Lopez como Nina
- Christine Deaver como Latin Mama
- Mike Moroff como Big Brother
- lobo Sebastian como Lead Homeboy
- Joe Cerrano como Biggest Homeboy
- Julian Cegario como Homeboy
- Paulo Tocha como zelador da escola
- Anthony Michael Hall como motorista de ônibus
- David Patrick Kelly como sem teto
- Danny Trejo como Scarface

## Canções apresentadas no filme
- "I'll Fall With Your Knife" - interpretada por Peter Murphy
- "Disappear" - interpretada por Letters To Cleo
- "You Are Here" - interpretada por Star 69
- "All Five Senses" - interpretada por Pomegranate
- "The Word Behind Words" - interpretada por Jeremy Toback
- "The Love You Save" - interpretada por Madder Rose
- "Snakebellies" - interpretada por Fu Manchu
- "The Boys Are Back In Town" - interpretada por The Cardigans
- "I Hope I Don't Fall In Love With You" - interpretada por Jennifer Love Hewitt
- "You're One" - interpretada por Imperial Teen
- "I Have A Date" - interpretada por The Vandals
- "Underdog" - interpretada por astroPuppees
- "Next To You" - interpretada por Dance Hall Crashers
- "Yo Soy El Son Cubano" - interpretada por Parmenio Salazar
- "Mistreated" - interpretada por Shufflepuck
- "Don't Be" -interpretada por astroPuppees
- "Disco Inferno" - interpretada por The Trammps
- "American Girl - interpretada por Everclear
- "American City World" - interpretada por Triple Fast Action
- "What a Bore" - interpretada por Muzzle
- "Boom, Boom, Boom" - interpretada por Juster
- "I Believe In" - interpretada por Jennifer Love Hewitt
- "I'll Fall With Your Knife" - interpretada por Tom Hiel
- "Trouble" - interpretada por Shampoo
- "I've Got a Flair" - interpretada por Fountains of Wayne
- "Can't Hold Me Down" - interpretada por Schleprock
- "The Burning" - interpretada por Teta Vega

## Bilheteria
O filme foi lançado em apenas uma sala de cinema e foi retirado após apenas uma semana. Ganhou um total de US$309 dólares.
Em 2007, foi o quinto filme de menor bilheteria desde que os registros modernos começaram na década de 1980. Dade Hayes, da revista Variety, explicou que o lançamento de um único cinema tem mais a ver com o cumprimento de obrigações contratuais do que com a reação do público ao filme.

## Recepção
Nathan Rabin do The A.V. Club escreveu: "Pode ser uma fórmula, previsível e tão substancial quanto um bolo de lanche da Little Debbie, mas como um amoroso e vazio retorno à idade de ouro do Brat Pack e dos The Two Coreys, é irresistível". Charles Tatum, da efilmcritic, escreveu: "Às vezes, aparece um filme que faz você querer chorar, e não no bom sentido".